# Reserva fluvial Sotos del Río Tajo
La reserva fluvial Sotos del Río Tajo es un espacio natural español ubicado en la provincia de Guadalajara

## Ubicación y estatus
La reserva abarca territorio de los términos municipales guadalajareños de Zorita de los Canes, Pastrana y Yebra, en la comunidad autónoma de Castilla-La Mancha. Se encuentra en la comarca de la Campiña, en el extremo suroccidental de la provincia, y comprende una superficie de 121,31 ha. Engloba las áreas ocupadas por vegetación natural de ribera, situadas a ambas márgenes del río Tajo, desde el puente de la carretera que une Pastrana y Zorita de los Canes, hasta cruzar transversalmente el Tajo más adelante. Están excluidos de esta delimitación todos los terrenos urbanos del término municipal de Zorita de los Canes.
El lugar fue declarado como reserva fluvial el 7 de octubre de 2003, mediante un decreto publicado el 3 de noviembre de ese mismo año en el Diario Oficial de Castilla-La Mancha, con la rúbrica del presidente de la comunidad autónoma, José Bono, y de la consejera de Medio Ambiente, Rosario Arévalo Sánchez. Inicialmente la reserva fluvial fue denominada «Río Tajo en Zorita de los Canes».

## Flora
El paisaje de la zona está modelado por un mosaico de cultivos, que en las riberas del río se convierte en densas comunidades riparias, donde choperas (Rubio tinctoriae-PopuIeto albae S.) y saucedas (Saliceto triandro-fragilis S.), forman una espesa franja de vegetación. Hacia el interior del cauce, las densas arboledas dominadas por Populus alba y Populus nigra, son acompañadas e incluso sustituidas, por especies del género Salix, que están más adaptadas a las variaciones de los caudales y a las etapas de inundación prolongada. Acompañando a la vegetación anterior aparecen los tarayales, dominados por Tamarix gallica, así como formaciones palustres de carrizo, juncales higrófilos, espadañales o cañaverales, que sirven de refugio y zona de reproducción a un gran número de especies de flora y fauna de ambientes más húmedos y umbrosos, que los que proporcionan los encinares y cultivos cercanos.

## Fauna
Entre las especies de fauna que utilizan el medio ribereño, destaca la amplia y variada comunidad de aves, estando incluida esta zona, dentro de la ZEPA Sierra de Altomira. La comunidad de peces es rica y variada, destacando el barbo comizo (Barbus comiza), y la boga de río (Chondrostoma polylepis), especies endémicas de la península ibérica, y la tenca (Tinca tinca). La importancia de la fauna invertebrada viene dada por la presencia de los moluscos de agua dulce Unio pictorum y Potomida littoralis, que se encuentran catalogados como de interés especial en el Catálogo Regional de Especies Amenazadas.